# Josef Fischer (Politiker, 1867)
Josef Fischer (geboren  1. September 1867 in Eger, Böhmen, Österreich-Ungarn; gestorben 7. Oktober 1939 in Schlaggenwald, Reichsgau Sudetenland) war ein tschechoslowakischer Politiker (Bund der Landwirte) deutscher Nationalität. Er war von 1920 bis 1929 Abgeordneter des Tschechoslowakischen Abgeordnetenhauses mit Sitz in Prag.

## Leben
Josef Fischer war ein Sohn eines Schlossermeisters. Er besuchte die Lehrerbildungsanstalt in Eger und wurde Lehrer. Ab 1892 war er Lehrer an der deutschen Volksschule in Oberlohma und wurde zum Oberlehrer befördert. Er engagierte sich in der Kommunalpolitik und war auch zeitweilig Gemeindesekretär in Oberlohma. Fischer schloss sich den Alldeutschen an und kritisierte die Badenische Sprachenverordnung, mit der 1897 in Böhmen und Mähren das Tschechische gleichberechtigt neben das Deutsche als Dienstsprache gestellt werden sollte.
Nach Ende des Ersten Weltkriegs und mit der Gründung der Tschechoslowakei gründete Fischer den Egerländer Bauernbund, der sich der neugegründeten Partei Bund der Landwirte anschloss. Fischer wurde 1920 für den BdL ins Tschechoslowakische Abgeordnetenhaus gewählt und für die zweite Wahlperiode von 1925 bis 1929 wiedergewählt. Er wohnte seit 1921 in Schlaggenwald. Er wurde Kreissekretär des BdL und Schriftleiter der Wochenzeitung Der Landruf. Fischer publizierte auch unter dem Pseudonym F. I. Scher. Nach der beim Münchner Abkommen 1938 festgelegten Abtretung des Sudetenlandes an das Deutsche Reich wurde Fischer Reichsdeutscher.